# Elecciones en Santa Lucía
Santa Lucía elige una legislatura a nivel nacional. La legislatura tiene dos cámaras: La Asamblea tiene 17 miembros electos para un plazo de cinco años en circunscripciones de un solo escaño. El Senado tiene 11 miembros nombrados. Santa Lucía tiene un sistema bipartidista, la que significa que existen dos partidos políticos dominantes y resulta muy difícil para otros candidatos resultar electos bajo otro partido.